# Route nationale 18 (Luxemburg)
Die Route nationale 18 oder N18 ist eine aktuell 13,7 km lange luxemburgische Nationalstraße im Kanton Clervaux. Sie führt von Marnach bis zum Antoniushof mit eher regionaler Bedeutung.

## Aktueller Verlauf
Ihren Beginn hat die N18 an der Kreuzung mit der N  in Marnach. Von dort verläuft sie sehr kurvenreich in Richtung Innenstadt der Kantonalhauptstadt Clervaux und dann weiter in westlicher Richtung.
Die N18 erreicht dann den zur Kommune Wintger gehörenden Weiler Lenzweiler und setzt sich bis zum Kreisverkehr beim Lallingen-Antoniushof fort, wo die N18 auf die N  mündet und damit endet.

### Seitenast N18A
Die Nationalstraße  ist eine 240 m kurze Verbindungsstraße zwischen der N18 und der N  im Ort Marnach.

## Künftiger Verlauf
Der Verlauf der N18 wurde ab 2016 (Abschluss der Arbeiten noch offen) durch das Straßenbauprojekt Transversale de Clervaux begradigt und so eine Umfahrung des engen Ortskerns von Clervaux in Richtung Industriegebiet Lentzweiler in 3 Teilabschnitten möglich gemacht:
1. Bau eines Kreisverkehrs an der N
2. Bau des „Viadukts Irbich“ über die Klerf mit einer Länge von 265 m
3. Anbindung bestehende Strecke zwischen CR 340 und N , einschl. Kreisverkehr über eine Länge von 3.100 m.

## Bildergalerie

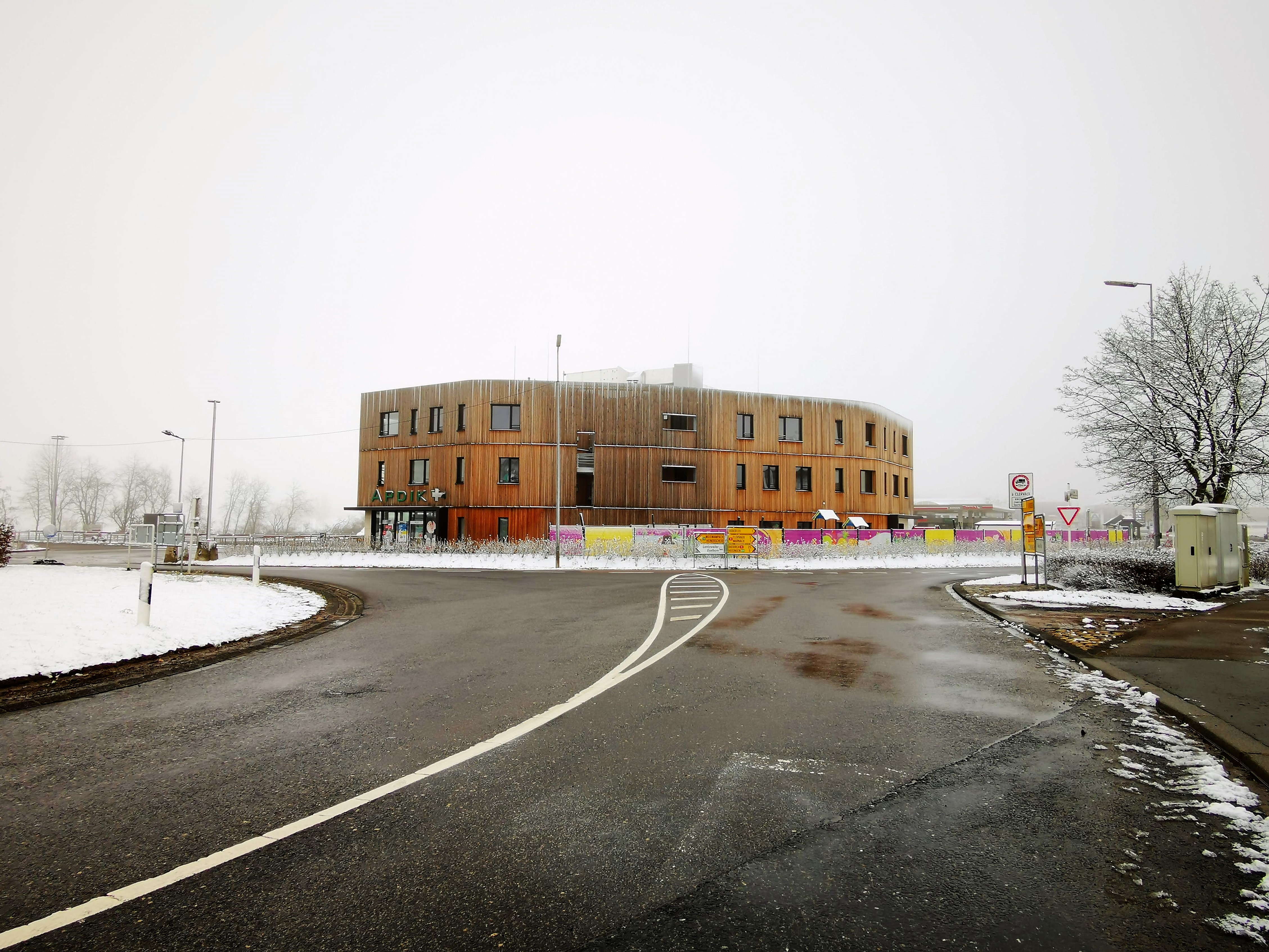
die N18 bei Marnach
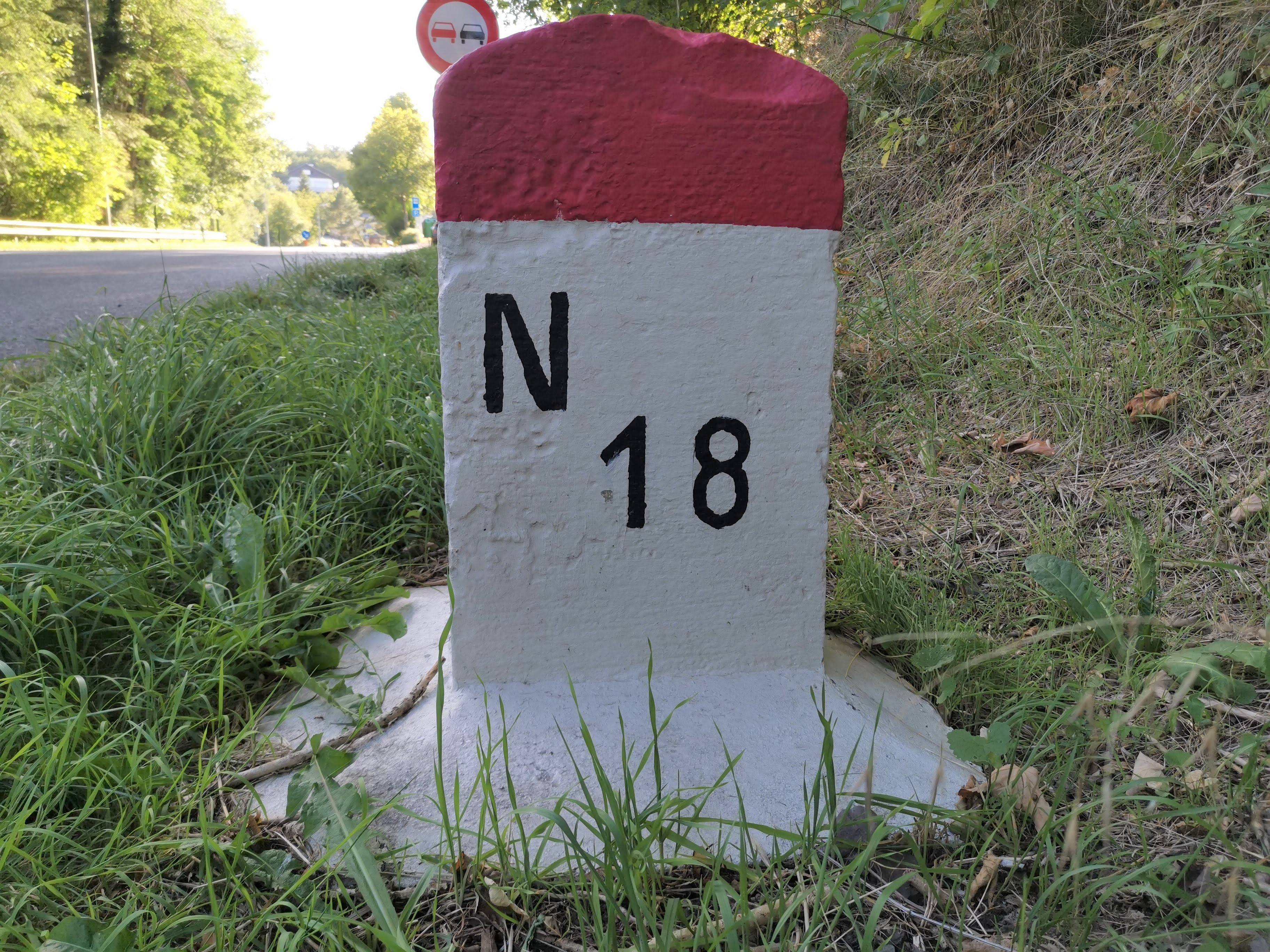
Alter Kilometerstein der N18 bei Reuler